# قراجة قشلاق (قشلاق أهر)
قراجة قشلاق (بالفارسية: قره‌قشلاق) هي منطقة سكنية تقع في إيران في قسم قشلاق الریفي. يقدر عدد سكانها بـ 29 نسمة .